# Ximo Miralles
Joaquín Miralles Sanz (Vinaroz, 14 de abril de 1996), conocido como Ximo Miralles, es un exfutbolista español que jugó 
como portero

## Carrera
Se incorporó al equipo juvenil del Villarreal C. F. en 2005. En 2015 se proclamó Campeón Nacional de España con el Villarreal CF Juvenil A ganando la Copa de Campeones, capitaneando una generación de jugadores profesionales como Rodrigo Hernández del Manchester City. 
El 5 de septiembre de 2015 hizo su debut con el Villarreal C. F. "C" en Tercera División, en un empate a cero en casa contra el Muro C. F.
El 3 de julio de 2016, después de ser un titular regularmente, se marchó al extranjero después de obtener una beca en Clemson University, uniéndose a su equipo de fútbol del Clemson Tigers. En Clemson terminó su primera temporada llegando a la final de ACC y a los cuartos de final del torneo nacional de la NCAA, cayendo contra la Universidad de Denver. El 24 de abril del año siguiente, fichó por la Premier Development League del equipo Fresno Fuego, pero después de dos semanas se marcharía a Lane United donde jugó nueve partidos.
En enero de 2018, después de terminar sus estudios de economía y finalizar su segunda temporada con los Clemson Tigers, regresó al Villarreal C. F. "C". 
El 12 de julio de ese año firmó un contrato por un año con la A. D. Alcorcón de la Segunda División, siendo inicialmente jugador de la A. D. Alcorcón "B" de la Tercera División y ser el tercer portero del primer equipo.
El 16 de noviembre de 2019 hizo su debut en Segunda División al estar lesionados Dani Jiménez y Samu Casado, en un encuentro que acabaría en derrota por 1-0 en casa del Málaga C. F.
El 3 de septiembre de 2020 fichó por el C. D. Numancia para las siguientes dos temporadas. Solo estuvo una de ellas, ya que en julio de 2021 se marchó a la U. D. Logroñés.

## Clubes
| Club                 | País           | Año       |
| -------------------- | -------------- | --------- |
| Villarreal C. F. "C" | España         | 2015-2016 |
| Fresno Fuego         | Estados Unidos | 2017      |
| Lane United          | Estados Unidos | 2017      |
| Villarreal C. F. "C" | España         | 2017-2018 |
| A. D. Alcorcón "B"   | España         | 2018-2020 |
| C. D. Numancia       | España         | 2020-2021 |
| U. D. Logroñés       | España         | 2021-     |